# Lijst van beelden in Haaren
Dit is een (onvolledige) chronologische lijst van beelden in Haaren. Onder een beeld wordt hier verstaan elk driedimensionaal kunstwerk in de openbare ruimte van de Noord-Brabantse plaats Haaren, waarbij beeld wordt gebruikt als verzamelbegrip voor sculpturen, standbeelden, installaties, gedenktekens en overige beeldhouwwerken.

## Haaren
| Geplaatst | Omschrijving                              | Kunstenaar                            | Straat                         | Plaats | Materiaal | Afbeelding |
| --------- | ----------------------------------------- | ------------------------------------- | ------------------------------ | ------ | --------- | ---------- |
| 1903      | Sint Antonius Abt                         |                                       | Kantstraat 32-34               | Haaren |           |            |
| 1948      | Hulde- en Dankbaarheidsmonument           | Cephas Stauthamer                     | Raamse Akkers                  | Haaren |           |            |
| ca. 1960  | Sint Jozef                                | Piet Verdonk                          | Mgr. Bekkersplein              | Haaren |           |            |
| 1961      | Waterdraagster                            |                                       | Groenstraat 2                  | Haaren |           |            |
| 1966      | Engeltje van Haaren                       | Fri Heil                              | André Vissersstraat            | Haaren |           |            |
| 1977      | Petrus Janssens                           | Ton Buijnsters                        | Kerkeind                       | Haaren |           |            |
| 1982      | Il Grigio                                 | Ton Buijnsters                        | Kerkeind                       | Haaren |           |            |
| 1991      | Standaardruiter van een gilde             | Ton Buijnsters                        | Vendelplein                    | Haaren |           |            |
| 1995      | Kijkzuil voor Haaren                      | Ton Buijnsters                        | Mgr. Bekkersplein              | Haaren |           |            |
| 1996      | Ensemble                                  | JeanMarianne Bremers                  | Hoge Dries 2                   | Haaren |           |            |
| 2003      | Mr. F.J.M. Houben                         | Chris Rutten                          | Kasteellaan                    | Haaren |           |            |
| 2004      | Ton Buijnsters                            | Jan Snellaars                         | Kerkeind                       | Haaren |           |            |
| 2011      | De droomtijd van de Raaf                  | Kees Wevers & Jacqueline van der Laan | Kasteellaan                    | Haaren |           |            |
|           | Heilig Hartbeeld                          |                                       | Kerkstraat / Mgr. Bekkersplein | Haaren |           |            |
|           | Franciscus van Sales en Thomas van Aquino |                                       | Raamse Akkers                  | Haaren |           |            |
|           | Voetballer                                |                                       | Sportlaantje 1a                | Haaren |           |            |